# 横峰街道
横峰街道原为温岭市横峰镇，2001年10月撤镇设街道。
横峰街道位于温岭市区北侧。分别与城东街道、城北街道、城西街道、温峤镇及泽国镇接壤。

街道面积15.9平方公里，下辖27个行政村。

## 村列表
- 横峰村
- 汇川王村
- 石刺头村
- 下洋林村
- 洋江村
- 长洋村
- 东塘村
- 西庄村
- 祝洋村
- 祝家洋村
- 西洋村
- 上洋林村
- 石埭村
- 东洋村
- 七份岸村
- 后洋郑村
- 前陈村
- 马安桥村
- 莞渭陈村
- 方家洋村
- 前洋村
- 邱家岸村
- 西塘村
- 后洋村
- 高洋王村
- 下叶村
- 屯田村

## 现任领导
党工委书记 郭健跳  
办事处主任 颜仁富